# Donharrisita
La donharrisita és un mineral de níquel, mercuri i sofre. El seu nom fa honor a Donald C. Harris (1936-), del Servei Geològic del Canadà. Fou descrita per W.H. Paar, T.T. Chen, A.C. Roberts, A.J. Criddle i C.J. Stanley el 1989 a partir d'una mostra descoberta a Leogang, estat de Salzburg, Àustria el 1897.

## Característiques
Químicament és un sulfur doble de níquel i mercuri, de fórmula Ni₈Hg₃S9, de color marró. La seva densitat és de 5,18 g/cm³, i cristal·litza en el sistema monoclínic. Acostuma a trobar-se en forma de flocs, com la mica. La seva duresa és 2 a l'escala de Mohs.
Segons la classificació de Nickel-Strunz, la imiterita pertany a «02.BD: Sulfurs metàl·lics, M:S > 1:1 (principalment 2:1), amb Hg, Tl» juntament amb els següents minerals: imiterita, gortdrumita, balkanita, danielsita, carlinita, bukovita, murunskita, thalcusita, rohaita, calcothallita, sabatierita, crookesita i brodtkorbita.

## Formació i jaciments
La seva localitat tipus és Erasmusstollen, a Salzburg, Àustria, on s'ha trobat juntament amb tennantita, esfalerita, pirita, polidymita, galena, cinabri i calcopirita. També se n'ha trobat donharrisita a la mina Clear Creek, al Picacho Peak (Califòrnia, Estats Units) i a la mina Eugenia (Bellmunt del Priorat, Priorat). Aquests tres indrets són els únics de tot el planeta on ha estat descrita aquesta espècie mineral.